# Your Love is My Drug
«Your Love Is My Drug» —en español: «Tu amor es mi droga»— es una canción interpretada por la cantante y compositora estadounidense Kesha, incluida en su álbum debut Animal, de 2010. Fue compuesta por Kesha, con la ayuda de su madre Pebe Sebert y Ammo, mientras que su producción musical quedó a cargo de este último, Dr. Luke y Benny Blanco. Se lanzó oficialmente como el segundo sencillo del álbum el 20 de abril de 2010 en las radios de los Estados Unidos. Su vídeo musical fue dirigido por Honey y filmado en el desierto de Lancaster, California, entre el 6 y 7 de abril de 2010.
La canción tuvo una buena recepción, tanto crítica como comercial. En los Estados Unidos llegó a la cuarta posición del conteo Billboard Hot 100 en la semana del 12 de junio de 2010 y se mantuvo allí durante dos semanas. Para agosto de 2012, el tema había vendido un total de tres millones de copias digitales en el país. Además, logró alcanzar el top 10 en países como Australia, Canadá, Hungría, Eslovaquia e Irlanda. Por otro lado, varios críticos elogiaron su estribillo, describiéndolo como «felizmente irresistible», «pegajoso» y «fuerte». Kesha ha interpretado «Your Love Is My Drug» en distintos eventos reconocidos internacionalmente, entre los que se encuentran los MTV Video Music Awards Japan de 2010 y en BBC Radio 1's Big Weekend, donde también interpretó «Tik Tok», «Take It Off», «Blah Blah Blah» y «Dirty Picture».

## Antecedentes y composición

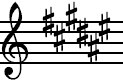
La canción está compuesta en la tonalidad fa sostenido mayor.

En una entrevista con MTV, la intérprete declaró que el tema «fue escrito en un avión, en diez minutos» y que es «estúpido y divertido», y no debe ser tomado muy seriamente. Cuando se le preguntó sobre la última línea de la canción («I like your beard» —en español: «Me gusta tu barba»—) y de dónde provino, ella dijo: «Siempre he estado con tipos con barba. Hola, soy de Nashville, estoy con tipos del campo [...] el estilo redneck es sensual ahora, y eso es genial para mí. Paso de los chicos que quieren verse como si estuvieran en grupos juveniles». Luego agregó una explicación sobre qué la inspiró a escribirla, comentando que:

«Es sobre mí, mi ex novio y nuestra agitada y psicótica relación. Nos gustaba actuar raro, como drogadictos con el otro, llamándonos y viéndonos todo el tiempo. Yo estaba enamorada en ese momento, y [la canción] suena muy alegre, pero es algo oscura. Te encuentras tan obsesionado con alguien que comienzas a actuar como un bicho raro... Yo escribo sobre el enamorarse, estar enamorada, romper porque él es un perdedor, tener el corazón roto. Yo no canto únicamente sobre ser escandalosa, sino también sobre amor».

«Your Love Is My Drug» es una canción de género electro-pop y dance-pop escrita por Kesha, con la ayuda de su madre Pebe Sebert y Ammo, fue producida por este último, Dr. Luke y Benny Blanco. Según la partitura publicada en Musicnotes, la pista tiene un tempo allegro de 120 pulsaciones por minuto y está compuesta en la tonalidad de fa sostenido mayor. El registro vocal de la intérprete se extiende desde la nota do♯3 hasta la nota do♯4.

## Recepción

### Comentarios de la crítica
Robert Copsey de Digital Spy le otorgó cuatro estrellas de cinco y comentó que «si bien ella canta los versos con su habitual forma de hablar, el estribillo es felizmente irresistible». Por su parte, Ben Norman de About.com dijo que es «[una pista] dance-pop con fuerza rítmica que supera a "Tik Tok" en casi todos los aspectos». Monica Herrera de la revista Billboard quedó impresionada con la canción y la calificó como «maravillosa». Además felicitó su estribillo que tiene la capacidad de «pegarse durante días a quien la oye». Sara Anderson de AOL Radio destacó que su estribillo estaba inspirado en Cyndi Lauper.

### Resultado comercial
En los Estados Unidos el sencillo llegó a la cuarta posición del conteo Billboard Hot 100. En total, «Your Love Is My Drug» vendió aproximadamente 3 110 000 copias digitales en el país. Además, llegó a la primera posición de la lista Dance/Club Play Songs, que aloja las canciones más sonadas en las discotecas de los Estados Unidos. En Australia debutó en la posición veinticinco de la lista australiana Australian Singles Chart, semanas después fue ganando posiciones hasta alcanzar la número tres, marcando así su posición más alta. Más tarde la ARIA condecoró a «Your Love Is My Drug» con un disco de platino por sus 70 000 copias vendidas en el país. En Europa se ubicó en las posiciones número siete, diez, doce y diecinueve en las listas de Hungría, Irlanda, Austria y Alemania, respectivamente. En Canadá, alcanzó la sexta posición del conteo Canadian Hot 100, convirtiéndose así en el segundo sencillo top 10 de Kesha en dicha lista, solo detrás de «Tik Tok» el cual había alcanzado la posición número uno meses atrás. Por otro lado, en Nueva Zelanda alcanzó la posición número quince.

## Promoción

### Vídeo musical

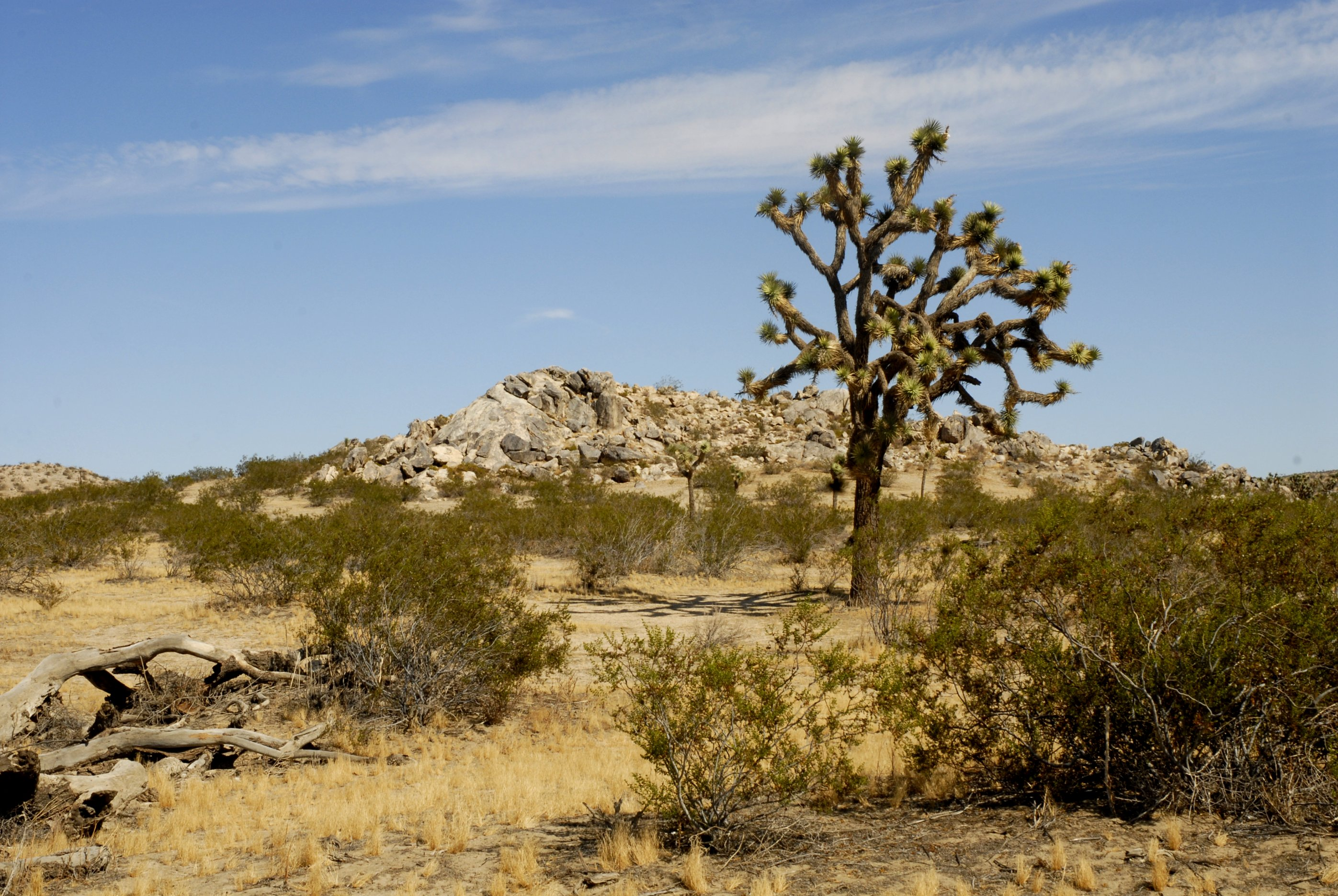
El desierto de Lancaster, California, lugar en donde se desarrolla la trama del vídeo.

El vídeo musical de la canción fue dirigido por Honey y filmado en el desierto de Lancaster, California, entre el 6 y 7 de abril de 2010. Su estreno se llevó a cabo el 13 de mayo de 2010 en la cuenta oficial de VEVO de la intérprete. En el videoclip la cantante se monta sobre un elefante, se arrastra por el desierto con una máscara de tigre, se cubre de pintura corporal y se retuerce en la oscuridad. James Montgomery de MTV dijo que «Your Love Is My Drug» era un «tema pop pegadizo» y que «el video tiene un acompañamiento beatífico». Montgomery criticó el videoclip y dijo que «no tiene mucho sentido», pero señaló que «poco importa» y que «Kesha ha tropezado sobre la fórmula perfecta del éxito: no pienses demasiado en grande, o demasiado. A veces un paseo en elefante es sólo un paseo en elefante». Su conclusión final sobre él fue que:

«Es mucho más difícil de lo que te imaginas hacer que algo parezca tan carente de esfuerzo. Como dije, puedes acusar a Kesha de muchas cosas, pero nunca jamás digas que no es lista».

### Presentaciones en vivo
El 17 de abril de 2010, Kesha la interpretó por primera vez en el programa estadounidense Saturday Night Live. En la presentación estaba cubierta de maquillaje fosforescente, el cual le permitía brillar en la oscuridad. Después presentó «Your Love Is My Drug» y «Tik Tok» en los MTV Video Music Awards Japan el 29 de mayo de 2010. Meses más tarde hizo una presentación de la canción para BBC Radio 1's Big Weekend usando un traje de color negro adornado con plumas, ese mismo día también interpretó «Tik Tok», «Take It Off», «Blah Blah Blah» y «Dirty Picture». El 13 de agosto de 2010, cantó «Your Love Is My Drug» en el programa matutino estadounidense Today Show sentada en un trono decorado con piel de leopardo y con unos esqueletos vestidos como piratas a su alrededor. La pista era interpretada en su gira debut Get Sleazy Tour como parte del acto de cierre.

## Versiones y remezclas
- Descarga digital

| Reino Unido — EP |                                            |          |  |
| N.º              | Título                                     | Duración |  |
| 1.               | «Your Love Is My Drug»                     | 3:06     |  |
| 2.               | «Your Love Is My Drug» (Dave Audé Radio)   | 3:49     |  |
| 3.               | «Your Love Is My Drug» (Bimbo Jones Radio) | 3:07     |  |
| 4.               | «Your Love Is My Drug» (Vídeo musical)     | 3:28     |  |

- Sencillo en CD

| Australia — Sencillo en CD |                                           |          |  |
| N.º                        | Título                                    | Duración |  |
| 1.                         | «Your Love Is My Drug»                    | 3:06     |  |
| 2.                         | «Your Love Is My Drug» (Versión acústica) | 3:06     |  |

## Posicionamiento en listas

### Semanales
| Alemania          | German Singles Chart            | 19 |
| Australia         | Australian Singles Chart        | 3  |
| Austria           | Ö3 Austria Top 40               | 12 |
| Bélgica (Flandes) | Ultratop 50                     | 27 |
| Bélgica (Valonia) | Ultratip 40                     | 2  |
| Canadá            | Canadian Hot 100                | 6  |
| Dinamarca         | Tracklisten                     | 34 |
| España            | Productores de Música de España | 23 |
| Estados Unidos    | Billboard Hot 100               | 4  |
| Estados Unidos    | Pop Songs                       | 1  |
| Estados Unidos    | Dance/Club Play Songs           | 1  |
| Hungría           | Rádiós Top 40                   | 7  |
| Irlanda           | Irish Singles Chart             | 10 |
| Nueva Zelanda     | RIANZ                           | 15 |
| Países Bajos      | Dutch Top 40                    | 22 |
| Reino Unido       | UK Singles Chart                | 13 |
| Suiza             | Swiss Singles Chart             | 34 |

### Sucesión en listas
| Predecesor: «Break Your Heart» de Taio Cruz | Pop Songs — Sencillo N.º 1 19 de junio de 2010 — 3 de julio de 2010               | Sucesor: «California Gurls» de Katy Perry  |
| Predecesor: «Alive» de Goldfrapp            | Dance/Club Play Songs — Sencillo N.º 1 7 de agosto de 2010 — 14 de agosto de 2010 | Sucesor: «All The Lovers» de Kylie Minogue |

### Certificaciones
| País           | Organismo certificador | Certificación | Unidades certificadas | Ref.   |
| -------------- | ---------------------- | ------------- | --------------------- | ------ |
| Australia      | ARIA                   | Platino       | 210 000               | [ 19 ] |
| Estados Unidos | RIAA                   | 4× Platino    | 4 000                 | [ 42 ] |
| Nueva Zelanda  | RIANZ                  | Oro           | 7500                  | [ 43 ] |
| Reino Unido    | BPI                    | Plata         | 200 000               | [ 44 ] |

### Anuales
| Australia      | Australian Singles Chart | 51 |
| Canadá         | Canadian Hot 100         | 23 |
| Estados Unidos | Billboard Hot 100        | 28 |
| Estados Unidos | Pop Songs                | 13 |
| Hungría        | Mahasz                   | 73 |

## Premios y nominaciones
El sencillo «Your Love Is My Drug» fue nominado para distintos premios. A continuación, una pequeña lista con algunas de las candidaturas que obtuvo la canción:
| Año  | Ceremonia de premiación   | Premio              | Resultado | Ref.   |
| ---- | ------------------------- | ------------------- | --------- | ------ |
| 2010 | Teen Choice Awards        | Mejor sencillo      | Nominado  | [ 50 ] |
| 2011 | Premios BMI de Música Pop | BMI Pop Music Award | Ganador   | [ 51 ] |
| 2011 | Premios MuchMusic         | Vídeo más visto     | Nominado  | [ 52 ] |

## Créditos y personal
- Composición: Kesha, Pebe Serbert y Ammo.
- Producción: Dr. Luke, Benny Blanco y Ammo.
- Instrumentación y programación: Dr. Luke, Benny Blanco y Ammo.
- Edición vocal: Emily Wright.
- Grabación: Vanessa Silberman, Megan Dennis y Becky Scott.
- Ingeniería: Emily Wright y Matt Beckley.

Fuente: Discogs.